# Noi 2000
Noi 2000 è il terzo album dei Sempre Noi, pubblicato nel 2000.
Si tratta di un album composto esclusivamente da cover, precisamente dieci di brani dei Nomadi e uno di Pierangelo Bertoli, registrato dal vivo.

## Tracce
1. Stagioni
2. Canzone per un'amica
3. Ho difeso il mio amore
4. Ophelia
5. L'uomo di Monaco
6. Un pugno di sabbia
7. Auschwitz
8. Il vecchio e il bambino
9. Dio è morto
10. Io vagabondo
11. Delta  live

## Formazione
- Chris Dennis - violino, flauto, tastiere
- Paolo Lancellotti - batteria, percussioni
- Joe Della Giustina - basso
- Roberto Ferniani - chitarre
- Luca Zannoni - tastiere
- Cristian Mini - voce
- Paolo Gennari - chitarre